# 목만치
목만치(木滿致, ?~?)는 백제의 귀족이자 관인(官人), 무장이다.

## 개요
목만치의 성인 목씨(木氏)는 백제의 유력한 귀족 가문인 대성팔족(大姓八族)의 하나이며, 《삼국사기》(三國史記)에는 목협(木劦), 《일본서기》(日本書紀)에는 목라(木羅)로 양쪽 모두 복성(復姓) 즉 두 글자 성씨라고 하였다. 《일본서기》는 백제계 사서인 《백제기》(百濟記)를 인용하여 백제의 장군인 목라근자(木羅斤資)의 아들이라고 하였다(후술). 
이름의 유사성 및 활동 시기에 비추어 목만치를 《삼국사기》 백제 개로왕본기에 등장하는 목협만치(木劦滿致)와 동일인물로 보는 설이 있으며(이 설을 긍정할 경우 목만치는 475년까지 살아있었던 셈이 된다), 나아가 일본에서 5세기에서 6세기에 걸쳐 권세를 휘둘렀던 소가 씨(蘇我氏)의 시조 소가노 마치(蘇我滿智)와 동일인물로 보는 설 역시 제기되어 있다.

## 생애

### 《일본서기》 인용 《백제기》
《일본서기》〈오진키(應神紀)〉는 《백제기》(百濟記)를 인용하여 백제의 장군 목라근자(木羅斤資)의 아들로 기록하고 있다. 목라근자는 《백제기》를 인용한 《일본서기》에만 등장하는 인물로 근초고왕(近肖古王) 24년에 해당하는 진구 황후 섭정 49년(369년) 당시 백제-왜의 연합군이 임나 7국을 평정하고 침미다례를 공격할 때 백제군을 지휘하였다고 언급되어 있다. 이를 계기로 백제는 임나 지역에 영향력을 행사하기 시작하였으며, 왜와도 수교를 맺게 되었다. 
이후 목만치는 아버지 목라근자의 공으로 임나의 일을 도맡아보며 백제와 왜 양국을 오갔으며, 직지왕(直支王)이 죽고 구이신왕이 어린 나이로 즉위하자 어린 왕을 대신해 백제의 국정을 장악하였다.
《일본서기》에는 목만치가 아버지의 공으로 임나의 일을 도맡으면서 권세가 당대에 몹시 강하였으며, 구이신왕의 왕모와 간통하여 국정을 전횡하다 오진 천황에 의해 왜로 소환되었다고 서술하고 있다(다만 《일본서기》 기록들의 성격상 오진 천황에 의해 소환되었다는 부분은 천황을 현창하기 위해 일본서기 편찬 과정에서 윤색된 것으로 보는 것이 일반적이다. 일본서기 문서 참고).

### 《삼국사기》의 목례만치
《삼국사기》권25 백제본기(百濟本紀)3의 개로왕(蓋鹵王) 21년(475년)조에는 '목협만치'(木劦滿致)라는 인물이 등장하고 있는데, 백제의 수도 위례성(尉禮城)으로 쳐들어온 고구려군의 공격 앞에서 개로왕이 죽음 직전에 왕실의 뒷일을 이을 것을 부탁하며 피신시킨 왕자(왕제) 부여문주(扶餘文周)를 조미걸취(祖彌桀取)와 함께 호종하여 남쪽으로 갔던 인물이다. 《삼국사기》에서는 이후 목협만치와 조미걸취 이 둘 가운데 누구도 언급하고 있지 않아, 이후의 행적은 알 수 없다.

## 목만치와 목협만치
1971년 일본의 사학자 가도와키 데이지(門脇禎二)에 의해 처음으로 소가 씨(蘇我氏)의 시조인 소가노 마치(蘇我滿智)와 목만치를 동일인물로 보는 주장이 등장하고, 나아가 《일본서기》에 등장하는 「목만치」와 「목협만치」를 동일인물로 추정하는 설이 제기되었는데 이에 대해서는 「목만치」의 이름이 등장하는 《일본서기》 오진키(應神紀) 25년은 서기로는 414년에 해당하고, 《삼국사기》에 「목협만치」의 이름이 등장하는 것은 개로왕 21년으로 서기로는 475년에 해당하여, 양자간에 시대가 꽤 벌어져 있다는 지적이 따른다. 더욱이 《일본서기》에 등장하는 목만치의 아버지 목라근자가 사료에 등장하는 것은 369년, 백제가 왜병과 함께 가야 지역을 공략할 때로 《일본서기》에는 백제가 왜병과 함께 가야 지역을 공략하기 전에 "(백제와 왜의 군사들이) 함께 탁순에 모여, 신라를 쳐부수었다"고 기록하고 있는데 이를 목만치가 태어났다는 '신라를 칠 때'(討新羅時)라는 사건이라고 한다면 369년 무렵에 목만치가 태어났다고 보고 이를 475년의 목협만치와 동일인물이라고 할 경우 양자간에 백여 년에 가까운 차이가 발생하게 된다. 때문에 목만치와 목협만치는 동일인물이 아니라 동명이인으로 파악되곤 한다.
그러나, 《삼국사기》의 목협만치와 《일본서기》의 목만치의 활동 시기가 목라근자의 활동 시간을 고려하면 너무 벌어져 있다는 지적에 대해서는 반론도 존재한다. 목라근자의 활동 시기와 목만치의 탄생 사이에 관련한 부분에 대한 해석에 있어, 백강 전투의 경우처럼 《일본서기》가 그 기록의 특성상 해외(주로 한반도)에서 왜 세력이 파병 및 직간접적으로 관여하게 되는 전투의 경우 실제 교전 대상이 누구냐에 상관없이 '신라를 정벌하였다(쳤다)'는 식으로 기술되곤 한다는 점에서, 목만치의 탄생 시점에 관해 운위된 《일본서기》 기사의 의 '신라를 칠 때'(討新羅時)라는 기록이 가리키는 시점을 굳이 369년으로 봐야만 할 필요가 없다는 것이다.
우선 목라근자가 활약하는 《일본서기》 신공기 49년조에 해당하는 서기 369년 시점에서는 《삼국사기》에 따르면 백제와 신라 양국이 전쟁을 벌인 기사가 나오지 않고, 오히려 각각 1년전과 3년전에 해당하는 366년과 368년에 백제와 신라 사이에 화친이 성립되었다고 기록되어 있다. 더욱이 《삼국사기》 권3 신라본기 내물 이사금 18년(373년) 백제의 독산성(禿山城) 성주가 3백 명을 거느리고 신라로 투항하자 근초고왕이 신라에 그들을 송환해줄 것을 요청하면서 "두 나라가 화친을 맺어 형제가 되기를 약속했는데 지금 대왕께서 우리의 도망친 백성을 받아주는 것은 화친한 뜻에 매우 어긋납니다."라고 말하는 대목을 통해 《삼국사기》에서 366년과 368년에 맺어졌다고 한 나제 양국간 화친이 373년까지 깨어지지 않고 이어졌다고 볼 여지가 존재한다.
고려대학교 교수이자 동북아역사재단 이사인 김현구는, 한문 기록의 특성상 '신라를 칠 때 그 나라 부인을 얻어서 낳은 바이다'(討新羅時 聚其國婦 而所生也)라는 《일본서기》의 기술이 실제로는 오랜 시간에 걸쳐 상당한 시차를 두고 벌어진 일들을 마치 한꺼번에 일어난 일처럼 뭉뚱그려서 적어놓은 것으로 지적하였다. 369년이라는 시기가 한창 임나 지역과 관련한 백제의 군사 행동이 한참 진행되고 있는 와중이었던 점이 근거로 제시된다. 현지에서의 군사적, 정치적 업무가 한창 바쁠 와중에 만사 제쳐놓고 부인부터 얻고 자식부터 본다는 발상도 말이 되지 않고, 또 그렇게 해서 태어날 아이가 반드시 아들이라는 보장이 없다는 것이다. 목라근자는 임나 지역에서의 군사 행동 이후에도 현지의 안정화 및 친백제 세력 부식 등의 목적으로 백제로 바로 돌아오는 것이 아니라 일정 기간 임나에 머무르면서 훗날 자식에게까지 ‘세습‘이 가능할 정도의 인맥 등 기반을 다졌을 것이고 당연히 현지에서 부인을 얻고 그 사이에서 아들을 보아 그 아들이 장성하기에 이르는 것은 기록된 시점보다 좀 더 후대의 일로 보는 것이 합리적이라는 것이다. 또한 목만치의 어머니라고 언급한 ‘신라 여자’는 목라근자가 임나 평정이 끝나고 임나 현지에서 오랫동안 머무르면서 (백제 본토의 이른바 '경처'나 '향처'와 달리) '외처'(外妻)로 얻은 부인이 되고 당연히 나이가 남편에 비하면 (부모자식 수준으로) 젊은 여성이 될 것이며, 그에게서 태어났을 목만치가 아버지 목라근자와 거의 조손(祖孫) 정도로 나이 차이가 난다고 비정해도 현존하는 기록들에 대한 해석에 어긋나는 점은 없게 된다. 이러한 점에서 목만치가 《일본서기》의 기록대로 목라근자의 아들이자 《삼국사기》의 목협만치와도 동일인물이라고 볼 수 있다는 것이다.

## 목만치와 소가노 마치
목만치를 일본 고대 씨족인 소가 씨의 시조 소가노 마치와 동일인물이라고 본 설도 있는데, 과연 소가노 마치와 동일인물인가 하는 점에 대해서는 다음과 같은 의문이 제기된다.
1. 백제의 명문 씨족인 목만치가 굳이 자신의 성을 버리고 소가 씨를 자칭한다는 것은 부자연스럽다는 점.
2. 일본에서도 도래계 호족이 자신의 출자를 바꾸는 것은 8세기 이후의 일이라는 점.
3. 목협만치가 「남쪽으로 떠났다」고 해서 그 「남쪽」을 굳이 왜국으로 지목해야 할 이유는 없다는 점(실제로 목협만치가 호종했던 문주왕은 왜가 아닌 신라에서 원병을 얻어 돌아왔다)
4. 소가노 마치의 손자는 소가노 고마(蘇我高麗)로서 고려(고구려)를 지칭하는 이름이었는데, 백제의 명문 씨족이 굳이 「고려」라는 단어를 손자의 이름으로 지을 이유가 없다는 점.[주 9]

해당 제기된 의문에 대한 반론도 존재한다. 
1. 목만지의 이름이 보이는 일본서기와 백제본기의 시대가 다른 이유는 이주갑인상 때문이다.
2. 소가노마치의 손자의 이름이 고구려를 뜻하는 고려인 이유는 백제왕계의 기원이 고구려이기 때문.
3. 도래계 호족이 자신들의 출자를 바꾸는 것은 8세기 이전에도 존재한다.

## 가계
- 아버지 : 목라근자(木羅斤資, 생몰년 미상)
- 어머니 : 신라 여인
  - 아들 : 목만치(木滿致, 생몰년 미상)

## 목만치가 등장하는 대중매체
소설
- 이익준(2011) <목만치>(전3권, 예담출판사)
- 엄광용(2023) <광개토태왕 담덕>(전9권, 새움) - 제7권 ‘전쟁과 평화’에서, 담덕에게 항복한 백제왕 아신이 고구려에 복수하기 위해, 앞서 왜로 도망쳐 ‘소가노 마치‘라는 이름을 쓰고 있던 목만치에게 사두를 밀사로 보내는 장면에서 등장한다.

게임
- 왕도의 비밀(한겨레정보통신, 1997) - 최인호의 동명의 소설을 기반 스토리로 하는 3D 액션 게임으로 만년이라는 캐릭터와 함께 플레이어 캐릭터로 등장한다. 개로왕 8년(462년)을 배경으로 하는 게임 속에서 목만치는 취모검(吹毛劍)이라는 이름의 검을 다루고 정통 본국검법을 구사하는 것으로 설정되어 있으며, 왕흥사에 갔다가 행방불명된 개로왕의 왕비 해사화를 찾아 구출하고 왕비의 실종 현장에 남겨져 있던 ‘정‘(井) 자의 비밀을 추적하는 것이 게임의 기본 스토리였다.

## 참고 문헌
- 이희진 『가야정치사연구』, 1998년, 학연문화사
- 홍윤기 『일본 천황은 한국인이다』, 2000년, 효형출판
- KBS 역사스페셜팀 『역사스페셜』3권, 2001년, 효형출판
- 박영규 『한권으로 읽는 백제왕조실록』2004년, 웅진닷컴
- 김현구 『임나일본부설은 허구인가』, 2010년, (주)창비
- 노중국 『백제사회사상사』, 2010년, 지식산업사
- 정윤미 『일본에 고함』(KBS 국권 침탈 100년 특별기획), 2011년, 시루

### 내용주
1. ↑  침미다례는 일본서기에 '남만'(南蠻)으로 표기되어 있는데, 김현구는 백제에서 보면 남쪽이지만, 일본의 입장에서는 한반도 남부 지역은 방위상 서쪽으로 '남만'이라고 할 수 없으며, 이는 해당 기사의 원전이 《일본서기》에 인용된 백제삼서와 같은 백제계 기록이며, 일본서기에서 전하는 침미다례와 가야7국 평정의 주체가 왜가 아니라 백제임을 추정할 수 있는 근거라고 하였다.[2]
2. ↑  《일본서기》 신공 62년(382년) 기사에는 신라를 토벌하러 간 사사노궤가 신라의 유혹에 넘어가 도리어 가라를 쳐서 그 국왕 일가가 모두 백제로 망명하는 사태가 발생했고, 이때 목라근자가 나서서 가라국을 부흥시켰으며 사사노궤는 결국 석굴 안에 들어가 나오지 않고 죽었다는 이야기가 실려있는데, 이는 지금은 전해지지 않는 백제의 역사서인 《백제기》에 기반을 둔 기사로, 노중국은 사지비궤가 가라국을 쳐서 멸망시켰다는 기술에 대해 사지비궤 즉 백제 사씨 세력의 동향과 연관시켜 살펴보아야 하며, 함께 가야 7국을 평정하는데 일정한 공로가 있었음에도 불구하고 목라근자가 가야 지역의 조부 통책권을 장악하게 된 것에 반발한 사씨 세력간에 벌어진 분쟁에서 사씨 세력은 일시 승리했지만(가라국 멸망) 목라근자의 군에 의해 가라국이 흥복되고 사지비궤도 석굴에 들어가 죽었다는 것은 사씨 세력이 목씨(목협씨) 세력에 밀려났음을 반영하며, 이 사건을 계기로 목라근자-목씨 세력은 가야 지역에 대한 통제권을 더욱 확실하게 장악하게 되었고 그 바탕 위에서 목라근자의 아들 목만치가 가야 지역에서 '전횡'할 수 있는 토대가 마련되었다는 것이다.[3]
3. ↑  《일본서기》에는 직지왕(전지왕)의 사망을 오진 천황 25년(294년, 보정연대 414년)의 일로 기록하였으며, 《삼국사기》백제본기는 전지왕이 재위 16년 만인 420년에 사망하였다고 하여 6년 정도 차이를 보인다.
4. ↑  《일본서기》는 목만치의 국정 장악을 기술하면서 “대왜(大倭)의 목만치”라고 하여 그가 왜인인 것처럼 기술하고 있기도 하지만, 《일본서기》의 다른 사본인 다나카본(田中本)에는 '대왜'라는 글자가 없을 뿐 아니라 《백제기》를 인용한 세주에서 목만치의 아버지를 목라근자로, 목라근자를 '백제의 장군'이라고 기술한 점을 볼 때 목만치를 백제인으로 보는 것이 타당하다.[4]
5. ↑  목라근자가 처음으로 등장하는 《일본서기》신공기 49년조의 기사를 120년이 아닌 180년을 인하하여 목라근자를 비유왕 때에 활약한 장군으로 보았던 야마오 유키히사의 지적도 있지만(山尾幸久『古代の日韓關係』1989, p.123~127) 목만치 한 사람의 나이 문제를 해명하기 위해 목라근자의 활동 기사만 180년을 끌어내리는 것은 타당하지 않다는 반론이 제기된다(노중국, 위의 책, p.172).
6. ↑  목라근자의 이름이 처음 등장한 369년부터 목협만치의 이름이 등장하는 475년까지의 시간 동안 백제와 신라 사이에 전쟁이 있었던 것은 《삼국사기》 아신왕 12년(403년) 가을 7월조에 백제가 군사를 보내어 신라의 변경을 쳤다고 한 것이 유일하다. 김현구는 목만치의 출생은 403년을 크게 벗어나지 않는 시기였다고 할 수 있다고 하였다.[8]
7. ↑  이희진은 《삼국사기》「백제본기」와 「신라본기」, 와 《일본서기》「신공기」의 관련 기록을 비교해보면 가야 지역 평정과 관련해 364년을 전후해 신라와 왜 사이에 「전쟁」이 있었던 점이 일치하는 반면에 《삼국사기》는 '364년 왜의 침공(신라측의 승리)→366년 백제와의 화친→368년 백제와의 화친'의 순서대로 기록하고 있는 점, 《일본서기》는 '369년 신라 침공(왜의 승리)+가야 지역 평정'으로 신라와의 전쟁과 가야 지역에서의 군사행동을 동시에 일어난 것처럼 기술하고 있는 점이 다르며, 《삼국사기》에 기술된 백제와 신라 양국의 화친과 《일본서기》의 신라 격파는 서로 상치되는 것으로서 이런 경우 《일본서기》보다는 《삼국사기》의 기술이 더 정확하다는 전제하에, '신라와 왜의 전쟁'과 '백제의 임나 7국 평정'은 실제로는 서로 다른 시기에 일어난 사건이고 왜의 입장에서는 '신라를 물리치고 겸해서 가야를 평정했다'는 《일본서기》 신공기 기록과는 달리 '신라를 공격했지만 별다른 타격을 입히지 못하다가 백제의 협조를 받아서 가야 지역을 평정했다'는 것이 되어 대단한 원정의 기록으로 어필되기 어렵게 되므로, 천황의 권위를 높이기 위한 《일본서기》 편찬 방침상 대신라 전쟁(364년)과 가야 지역 평정(369년)이라는 두 가지 별개의 사실을 369년이라는 하나의 시점에서 일어난 사건으로 몰아 기술하게 되었다는 것이다.[9]
8. ↑  목라근자가 가야 일부 지역에 군사활동을 하는 과정은 369년의 한 시점에서 완료된 것이 아니라, 그것이 아들 목만치에게 세습될 정도로 꽤 장기간 유지되었던 굳건한 것이었다(이희진, 앞의 책, p.49).
9. ↑  또한 소가노 마치의 아들 이름인 가라코(韓子)나 손자 고마(즉 소가노 이나메稻目의 아버지) 등의 이름이 단순히 「이국풍」이라는 점에서 소가노 마치가 도래인이라는 설의 근거를 제시하기도 하지만, 이에 대해서는 소가 씨가 실은 도래인이었다, 고 말하는 설이 오히려 소가 씨를 「역적」으로 보았던 사관과도 맞아 떨어졌기에 넓게 퍼질 수 있었던 것 아니냐는 미즈타니 치아키(水谷千秋)의 지적도 있다.